# Cydrela kenti
Cydrela kenti là một loài nhện trong họ Zodariidae.
Loài này thuộc chi Cydrela. Cydrela kenti được Roger de Lessert miêu tả năm 1933.